# Guillaume Adam (athlétisme)
Cet article concerne un athlète français. Pour le prélat français, voir Guillaume Adam.
Pour les articles homonymes, voir Adam (homonymie).
Guillaume Adam (né le 15 janvier 1990 à Annemasse) est un athlète français spécialiste des courses de demi-fond.

## Carrière
Il porte pour la première fois le maillot de l’équipe de France lors des Jeux de la Francophone de 2013, à Nice. Il termine 8ème de la finale du 1500m.
En 2015, il termine 7ème des Universiades de Gwangju en Corée du Sud. Lors de la finale du 1500m, il court en 3’42’’62 et bat le record de France universitaire. Il remporte plusieurs titres de champions de France universitaires, qu’il a couru sous le maillot de l’INSA Lyon, école d’ingénieur qu’il a intégré en 2008 avec le statut de Sportif de Haut Niveau dont il est sorti diplômé en 2015.
Guillaume Adam est champion de France en salle du 3 000 m en 2016.
Le 28 janvier 2017, il passe sous la barrière des 4 minutes au mile, en 3’59’’74 à Boston (Etats-Unis), puis court deux semaines plus tard en 3’58 ‘’38. Il devient le 6ème athlète du Boston Athletics Association à courir sous les 4 minutes au mile.
En 2018, il remporte le 10 kilomètres du Mont-Blanc en 38 minutes 52 secondes, plus de 2 minutes de mieux que le précédent vainqueur.
Le 3 novembre 2019, il termine à la place honorifique de premier Français au marathon de New York, en 2 heures 26 minutes et 36 secondes. Au total, il termine 34 ème sur environ 51 000 finishers.
En 2018, Guillaume Adam co-fonde l’application mobile RunMotion Coach, qui propose des plans d’entrainement personnalisés en course à pied et trail. Il en est le directeur technique. En 2020, plus de 100 000 coureurs ont bénéficié de plans d’entrainement personnalisés. L'entreprise est basée en Savoie.